# Lucas Faydherbe

Gonzales Coques: Porträt des Lucas Faydherbe, 1662

Lucas Faydherbe (* 19. Januar 1617 in Mechelen; † 31. Dezember 1697 ebenda) war ein Flämischer Bildhauer und Architekt, der eine wichtige Rolle bei der Entwicklung des Hochbarocks in den Spanischen Niederlanden spielte.

## Leben
Lucas Faydherbe war ein Sohn von Cornelia Franchoys und ihrem Ehemann, dem Mechelner Alabasterschnitzer Hendrik Faydherbe (1574–1629). Im Jahr 1636 ging er nach Antwerpen, um bei Peter Paul Rubens zu lernen. 1640 musste er in seine Geburtsstadt zurückkehren, um seine schwangere Verlobte Maria Sneyers zu heiraten. Im selben Jahr eröffnete er dort als Meister seine eigene Werkstatt. Sein Wirken umfasste neben Bauentwürfen vor allem Hochaltäre und Grabmäler für Kirchen. 1658 erwog er einen Wechsel nach Brüssel, wohl weil er sich dort mehr Aufträge erhoffte; sein Antrag auf das Brüsseler Bürgerrecht war jedoch erfolglos, und er blieb in Mechelen.

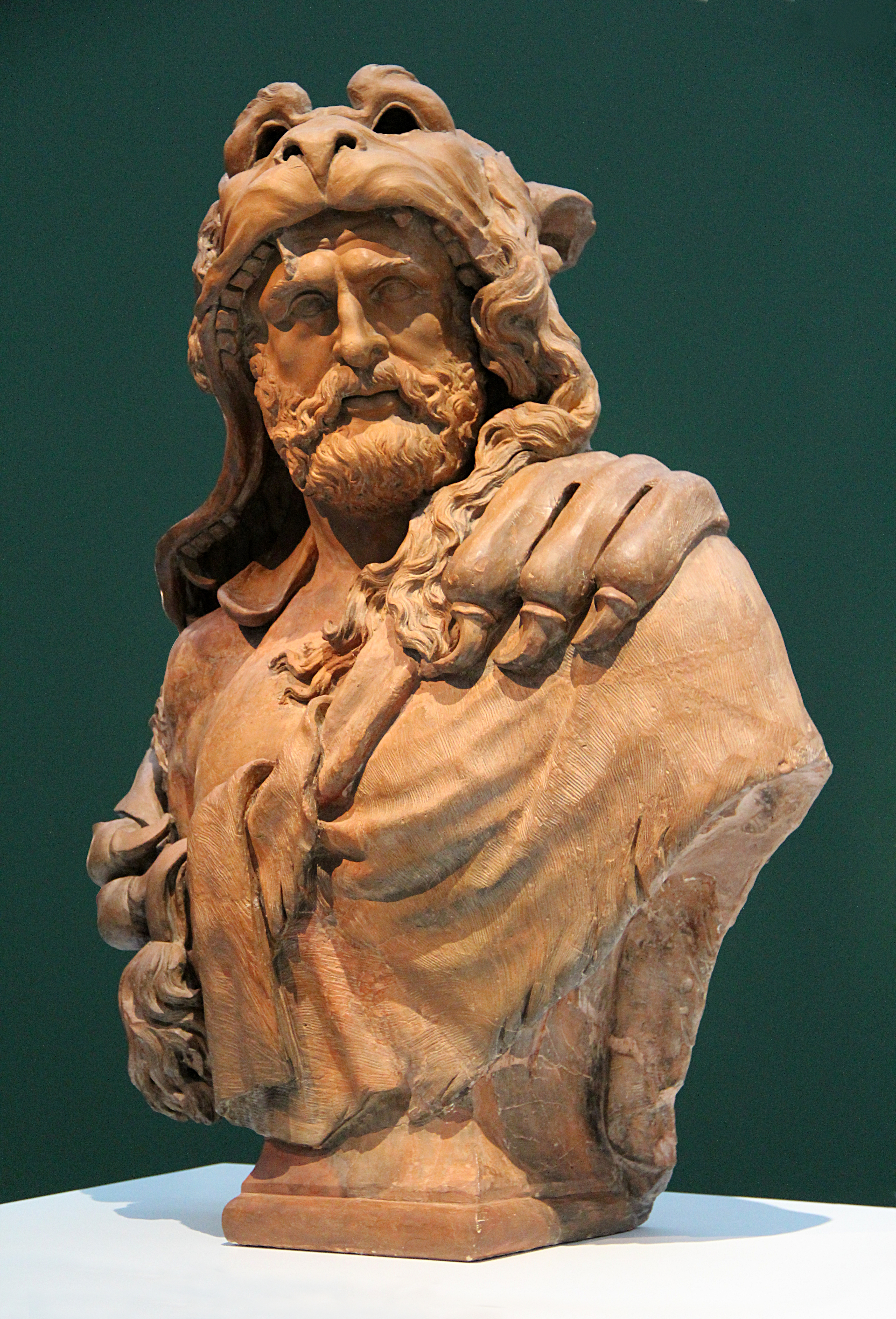
Büste von Herkules, Victoria and Albert Museum (1640–1650)

Seine Familie wuchs auf zwölf Kinder an. Sein Sohn Jan-Lucas wurde wie sein Vater Bildhauer und assistierte ihm bei verschiedenen Aufträgen. Probleme mit der örtlichen St.-Lukas-Gilde machten ihn zu einem der eifrigsten Verfechter der Einrichtung einer Kunstakademie in Mechelen nach dem Vorbild von Brüssel und Antwerpen. Seine Versuche waren jedoch nicht erfolgreich.
Bei der Ausführung religiöser Großprojekte arbeitete Faydherbe oft mit anderen Bildhauern zusammen. Bei den verschiedenen Projekten, die er in der Kathedrale von Mecheln ausführte, assistierten ihm beispielsweise Rombaut Pauwels bei dem Grabdenkmal des Erzbischofs Andreas Creusen (1660) und einem Altar (1660–1665) und Mattheus van Beveren bei dem bemalten Hauptaltar aus Holz und Stein.
Faydherbes Frau starb 1693. Er starb selbst drei Jahre später und wurde in der Kathedrale von Mecheln beigesetzt.
Zu seinen Schülern gehörten Jan van Delen, Frans Langhemans, Jan Frans Boeckstuyns und Nicolas van der Veken.

## Werke
- Architektur (teilweise in Kooperation):
  - St.-Michaels-Kirche, Löwen
  - Priorat der Norbertinessen, Mechelen
  - Komturei Pitzemburg, Mechelen
  - Beginenhofkirche St. Alexius und Katharina, Mechelen
  - Erzbischöfliches Großes Seminar, Mechelen
  - Gefängnisgebäude, Sint-Niklaas
  - Pfarrkirche Basilika Unserer Lieben Frau von Hanswijk, Mechelen
  - Pfarrhaus, Sint-Niklaas

- - Kastell Beaulieu, Machelen
  - Wohnhaus Koornbloem, Mechelen

- Skulptur (Auswahl):

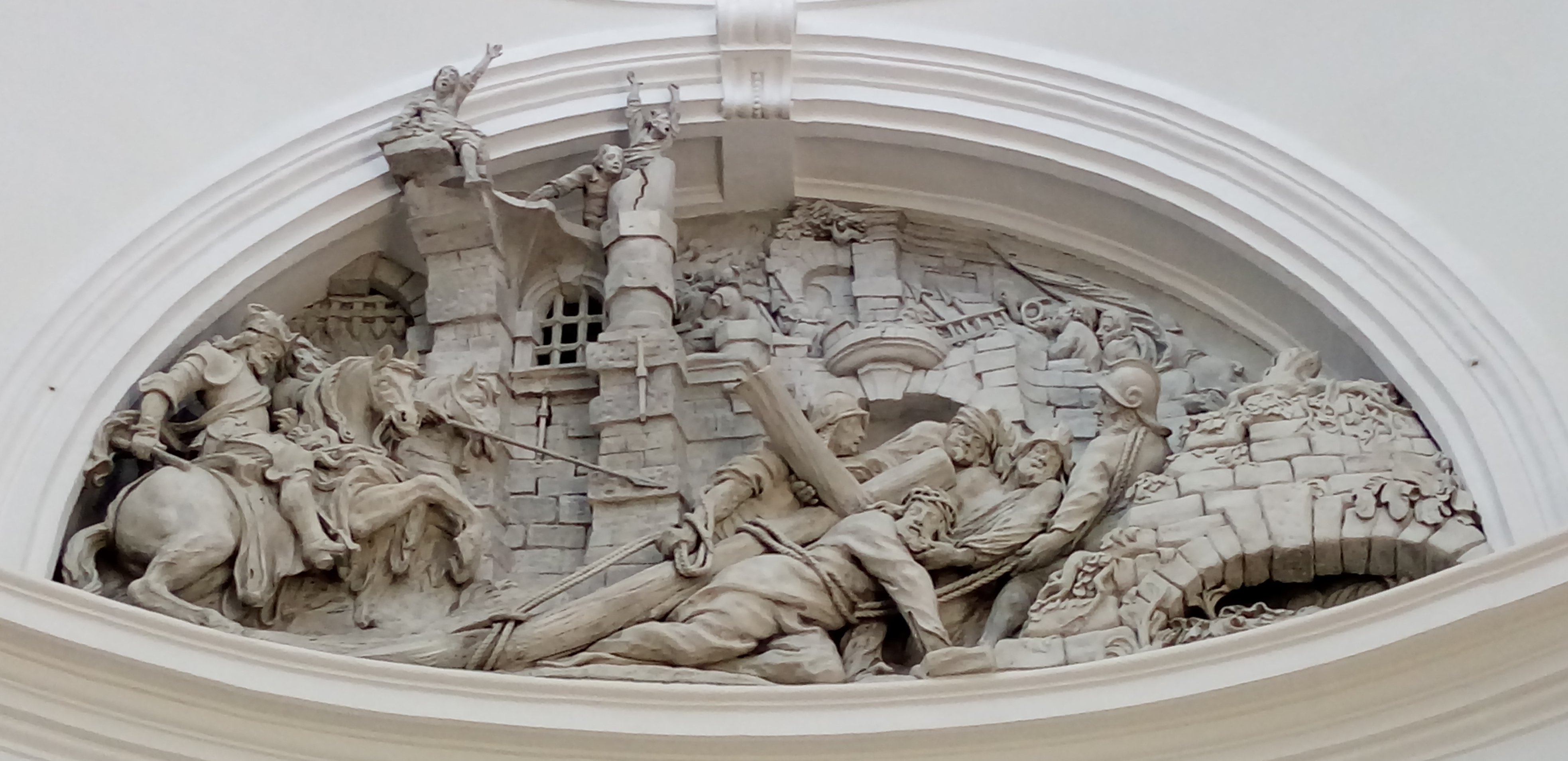
Christus trägt das Kreuz, Basilika Unserer Lieben Frau von Hanswijk, Mechelen (1675–1677)

  - Epitaph des Bischofs Andreas Cruesen, Kathedrale von Mechelen, 1659
  - Hochaltar der Pfarrkirche von Beveren, 1661–66
  - Hochaltar der Pfarrkirche von Sint-Niklaas, 1662–65
  - Hochaltar der Kathedrale von Mechelen, 1665
  - Grabmäler in Modave und Trazegnies (1672–77)
  - Büste von Herkules, Rubenshuis, 1675–1685